# Affaire Calciopoli
L'affaire Calciopoli est un scandale sportif secouant en 2006 le football professionnel italien (première et deuxième division) et impliquant divers clubs professionnels et de nombreux managers, tant des mêmes clubs que des principales instances du football italien (AIA , FIGC et LNP), ainsi que des arbitres et assistants. 
La justice sportive a condamné les clubs de la Fiorentina, la Juventus, la Lazio et le Milan AC, en premier lieu, puis Arezzo et Reggina à la suite d'autres enquêtes. Entre 2010 et 2011, d'autres clubs initialement non impliqués ont également fait l'objet d'une enquête (principalement l'Inter Milan), mais il a été impossible d'établir leurs responsabilités en raison de la prescription des faits.

## Chronologie du scandale
Au printemps 2006, peu avant le mondial en Allemagne, le scandale éclate à la suite de la publication dans la presse italienne (La Gazzetta dello Sport et Il Corriere della Sera) de comptes rendus d'écoutes téléphoniques ordonnés par la justice deux ans plus tôt. Le public prend connaissance des conversations de Luciano Moggi, directeur général de la Juventus, et Pierluigi Pairetto, ancien arbitre, chargé par la fédération italienne de football de sélectionner les arbitres pour les rencontres de championnat entre 1999 et 2005. 
En septembre 2005, le parquet de Turin avait dans un premier temps classé l'affaire, les écoutes téléphoniques ne permettant pas d'établir de corruption ou d'achat de match. Mais la parution dans la presse révolte l'opinion publique.
À la suite des publications des conversations téléphoniques, la commission disciplinaire du football italien est saisie du dossier. Le scandale implique plusieurs clubs évoluant dans le championnat d'Italie de football : la Juventus FC, le Milan AC, la SS Lazio (du président Claudio Lotito), la Fiorentina (du président Diego Della Valle) et la Reggina (en Série B). Les arbitres concernés et mis en accusation sont Massimo De Santis, Paolo Dondarini, Paolo Bertini, Domenico Messina, Gianluca Rocchi, Paolo Tagliavento et Pasquale Rodomonti. Le procureur pense alors avoir affaire à « un système "sophistiqué" visant justement à se rendre invisible aux médias et à l'opinion publique en agissant lors de phases de jeu "litigieuses", mais pas sur des actions incontestables ».
Les douze membres du Conseil d'administration de la Juventus, dont faisait partie Moggi ou encore l'administrateur délégué Antonio Giraudo, démissionnent le 11 mai 2006. Inculpé et accusé d'association de malfaiteurs destinée à la fraude sportive par le parquet de Naples, chargé de l'enquête, Luciano Moggi est suspendu de toute fonction sportive pour une durée de cinq ans.
Le 14 juillet 2006, le tribunal sportif rend sa décision. La Juventus est déchue des titres acquis dans le Calcio lors des saisons 2004-2005 et 2005-2006 et ne pourra prendre part à l'édition 2006-2007 de la Ligue des champions. Elle est rétrogradée en Série B (2e division) avec 30 points de pénalité où elle retrouvera la Fiorentina et la Lazio reléguées avec respectivement 12, et 7 points de pénalité. La quatrième équipe concernée, le Milan AC, reste en Série A mais avec 15 points de pénalité.
Les clubs italiens font appel. Ils mettent en avant le manque de témoignages les concernant. Le 25 juillet, contrairement à ce que demandait le procureur Stefano Palazzi qui souhaitait une aggravation des peines, la cour fédérale d'appel de la justice sportive les revoie à la baisse. La Juventus est finalement le seul club relégué et le Milan AC, pénalisé de 8 points, passe de la deuxième à la quatrième place et participera au tour préliminaire de la Ligue des champions. La Fiorentina et la Lazio restent en Série A mais sont privées de Coupe d'Europe.
Le 27 octobre 2006, suite de la décision de la Cour arbitrale du Comité national olympique italien, les clubs condamnés voient leurs pénalités réduites de façon importante, ainsi la Juventus passe de 17 à 9 points de retard, la Fiorentina de 19 à 15 et la Lazio de 11 à 3. Seul le Milan AC ne bénéficie pas dans cette décision d'une réduction de sa pénalité (8 points).
En 2011, le procureur Stefano Palazzi fait enfin son réquisitoire incriminant lourdement le club lombard (bénéficiaire du titre 2005/2006 "sur tapis vert"), malheureusement son réquisitoire tombe exactement un jour après que la date prescription officiellement soit tombée. L'Inter ne peut donc pas répondre de ces accusations devant un tribunal.

### Condamnations du tribunal sportif en 2006
| Club           | Relégation            | Relégation            | Relégation            | Réduction de points (pour la saison 2006-2007) | Réduction de points (pour la saison 2006-2007) | Réduction de points (pour la saison 2006-2007) | Autres peines                                                                                | Autres peines                                                                                          |
| Club           | Première condamnation | Résultat en appel     | Peine finale          | Première condamnation                          | Résultat en appel                              | Peine finale                                   | Première condamnation                                                                        | Peine finale                                                                                           |
| -------------- | --------------------- | --------------------- | --------------------- | ---------------------------------------------- | ---------------------------------------------- | ---------------------------------------------- | -------------------------------------------------------------------------------------------- | --- |
| AC Milan       | -                     | -                     | -                     | Réduction de 15 points                         | Réduction de 8 points                          | Réduction de 8 points                          | • Réduction de 44 points pour la saison 2005-2006 • Interdiction de disputer la C1 2006-2007 | • Réduction de 30 points pour la saison 2005-2006 • Un match à domicile à huis clos.                   |
| ACF Fiorentina | Relégation en Série B | Annulation            | Annulation            | Réduction de 12 points (Série B)               | Réduction de 19 points (Série A)               | Réduction de 15 points (Série A)               | • Interdiction de disputer la C1 2006-2007                                                   | • Interdiction de disputer la C1 2006-2007 • Deux matchs à domicile à huis clos                        |
| Juventus FC    | Relégation en Série B | Relégation en Série B | Relégation en Série B | Réduction de 30 points                         | Réduction de 17 points                         | Réduction de 9 points                          | • 80 000 € d'amende                                                                          | • Scudetti de 2005 et 2006 enlevés • Interdiction de disputer la C1 2006-2007 • Relégation en Série B. |
| SS Lazio       | Relégation en Série B | Annulation            | Annulation            | Réduction de 7 points (Série B)                | Réduction de 11 points (Série A)               | Réduction de 3 points (Série A)                | • Interdiction de disputer la C3 2006-2007                                                   | • Interdiction de disputer la C3 2006-2007 • Deux matchs à domicile à huis clos                        |
| Reggina Calcio | (Pas de relégation)   | -                     | -                     | Réduction de 15 points                         | (Pas de résultat en appel)                     | Réduction de 11 points                         | (Pas de peine)                                                                               | • 80 000 € d'amende                                                                                    |

### Condamnations intermédiaires de 2006
| Club           | 2005-2006  | 2006-2007  | Amende    | Suspension de terrain |
| -------------- | ---------- | ---------- | --------- | --------------------- |
| Juventus FC    | -91 points | -9 points  | 120 000 € | 2 matchs              |
| ACF Fiorentina | -30 points | -19 points | 100 000 € | 3 matchs              |
| SS Lazio       | -30 points | -11 points | 100 000 € | 3 matchs              |
| Milan AC       | -30 points | -8 points  | 100 000 € | 1 match               |

### Condamnations individuelles de 2006
Les sanctions imposées lors du procès furent:
| - Franco Carraro : Amende de 80 000 €. - Massimo De Santis : Quatre ans de suspension. - Pasquale Foti : Deux ans de suspension et amende de 30 000 €. - Adriano Galliani : Cinq mois de suspension. - Antonio Giraudo : Cinq ans de suspension et amende de 20 000 €, et une recommandation au président de la FIGC de suspension à vie comme membre de la FIGC à quelque niveau que ce soit. - Tullio Lanese : Deux ans de suspension. - Claudio Lotito : Deux ans de suspension. - Gennaro Mazzei : Un an de suspension. - Innocenzo Mazzini : Cinq ans de suspension. | - Leonardo Meani : Deux ans et trois mois de suspension. - Sandro Mencucci : Un an et cinq mois de suspension. - Luciano Moggi : Cinq ans de suspension, et une recommandation au président de la FIGC de suspension à vie comme membre de la FIGC à quelque niveau que ce soit. - Pierluigi Pairetto : Trois ans de suspension. - Gianluca Paparesta : Trois mois de suspension. - Claudio Puglisi : Trois mois de suspension. - Fabrizio Babini : Un an de suspension. - Andrea Della Valle : Trois ans de suspension. - Diego Della Valle : Trois ans et neuf mois de suspension. |

Paolo Dondarini et Pietro Ingargiola sont acquittés.

## Précédents
En 1980, le Milan AC s'était vu rétrogradé en division inférieure pour avoir truqué un match avec la SS Lazio afin de lui éviter la relégation. Le gardien international de Milan, Enrico Albertosi, avait été suspendu durant 2 saisons.